# Amahuaka singularis
Amahuaka singularis är en insektsart som beskrevs av Nielson 1995. Amahuaka singularis ingår i släktet Amahuaka och familjen dvärgstritar. Inga underarter finns listade i Catalogue of Life.